# Trichognoma
Trichognoma is een kevergeslacht uit de familie van de boktorren (Cerambycidae). De wetenschappelijke naam van het geslacht werd voor het eerst geldig gepubliceerd in 1956 door Breuning.

## Soorten
Trichognoma is monotypisch en omvat slechts de volgende soort:
- Trichognoma chinensis Breuning, 1956